# 水村菜穂子
水村 菜穂子（みずむら なおこ、1965年10月19日 - ）は、埼玉県出身の女優。

## 人物・来歴
- 立正短期大学卒業。

- 1980年代から1990年代前半にかけてテレビドラマを中心に活躍した。

- かつては、高瀬プロに所属していた。

- 現在は、芸能活動を休止している。

## 出演

### テレビドラマ
- 過去を消す女（1984年6月16日・土曜ワイド劇場）
- 混浴露天風呂シリーズ(4)・女子大生秘湯ツアー連続殺人（1985年11月23日・土曜ワイド劇場）
- 湘南ペンション通り（1991年5月27日〜7月19日）
- 世にも奇妙な物語(2)・前世の恐怖（第35回－1話）（1991年11月21日）
- 緋の川（1992年3月3日・火曜サスペンス劇場）
- 迷走地図（1992年3月30日・月曜ドラマスペシャル）
- 本当にあった怖い話・しのびよる管理人（第6回－2話）（1992年5月25日）
- 恋文・裁くも女裁かれるも女（1992年12月7日・月曜ドラマスペシャル）
- お見合いの達人（1994年4月25日〜6月10日） ‐ 佐倉伸子
- 京都映画女優殺人事件（1994年6月20日・月曜ドラマスペシャル）

### 舞台
- カーネベイド
- 相寄る魂
- 財産没収